# Indusio

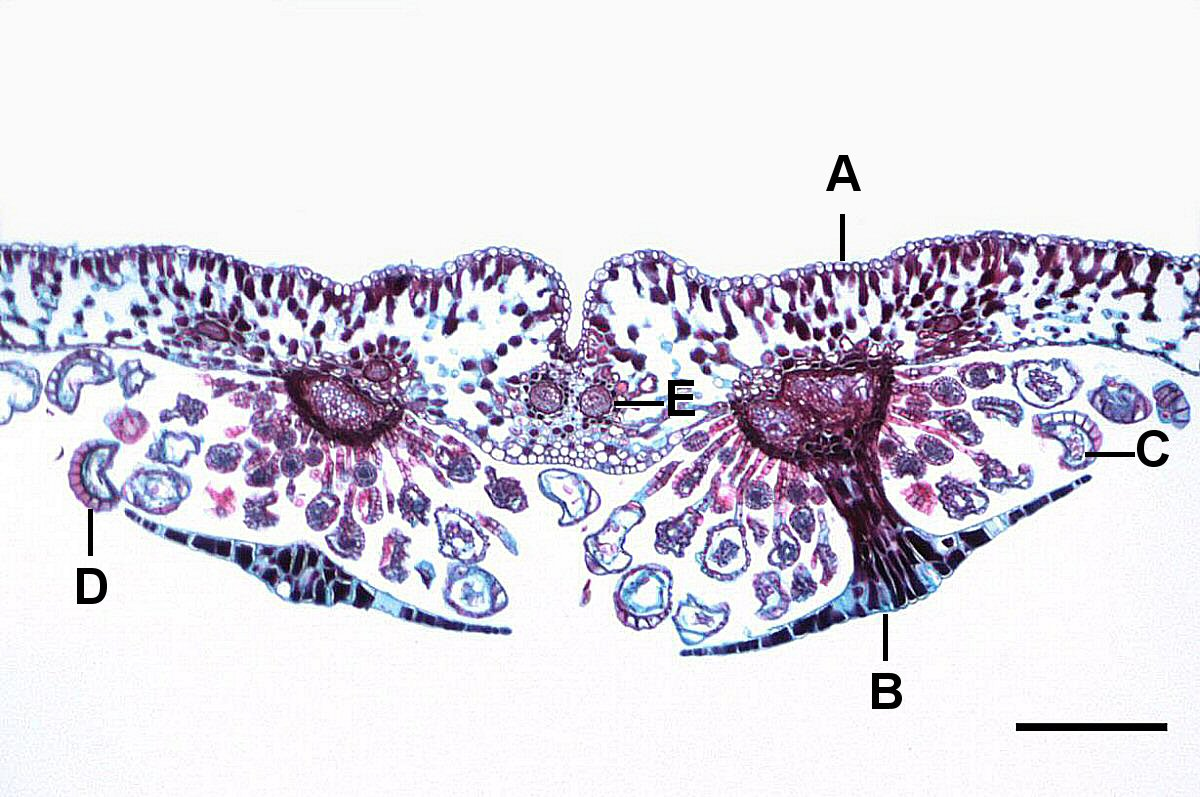
Corte histológico de un soro con indusio peltado (B).

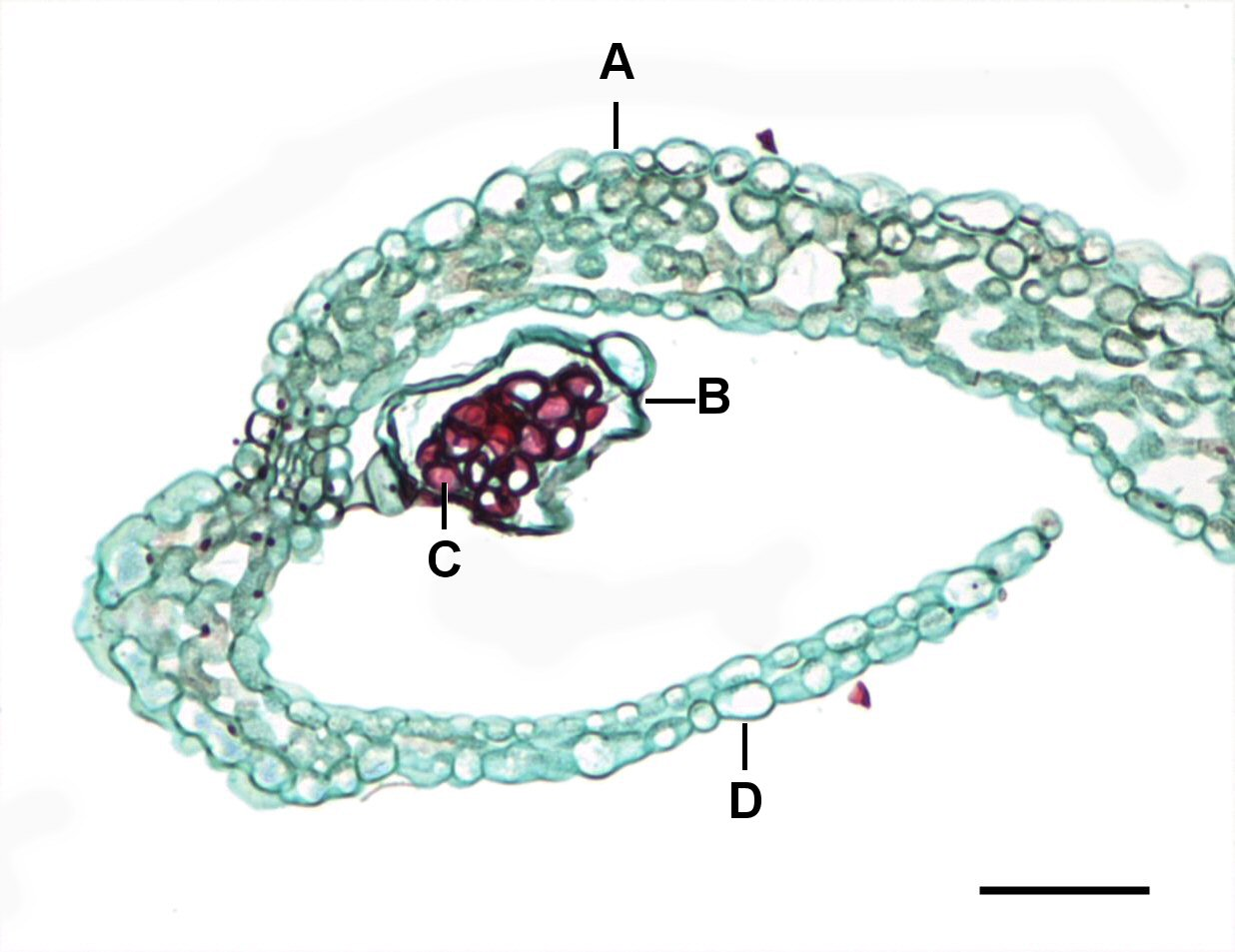
Corte histológico de un soro con pseudoindusio (D) formado tras la curvatura de la pínula (A).

En pteridófitas el término indusio, procedente del latín indusium (camisa) hace referencia a la estructura protectora a modo de membrana que presentan los soros en algunas especies. La presencia, posición, morfología y tamaño del indusio es muy variable sirviendo como carácter taxonómico para multitud de géneros.
En aquellas especies que presentan indusio, especies indusiadas, este está formado por una delgada lámina de una a varias células y se presenta tanto en la cara adaxial como en la abaxial o el margen del fronde. El origen histológico que estas células puede ser el tejido epitelial del fronde en cuyo caso el indusio tiene morfología reniforme, como ocurre en el género Dryopteris, a hemicircular o lineal y forma un bolsillo para proteger el soro. También puede proceder de las células del receptáculo, las mismas que forman el soro, en cuyo caso el indusio tendría morfología peltada con una lámina circular sostenida como ocurre en Polystichum.
El desarrollo del indusio puede llegar a dar lugar a estructuras bastante complejas de modo que en algunas  especies, por ejemplo en la pertenecientes al género Trichomanes, aparecen indusios involucros que en sus formas más simples forman estructuras tubulares y en las más complejas estructuras bivalvadas.
Las especies que no presentan indusio, llamadas exindusiadas, tienen el soro desnudo aunque pueden presentar diversas adaptaciones histológicas que cumplan funciones protectoras de los esporangios durante su desarrollo. Se denomina pseudoindusio o falso indusio a la estructura formada por una extensión de la lámina de la pínula curvada sobre sí misma y sobre los soros como ocurre en Onoclea. En otras especies exindusiadas los soros desnudos se encuentran inmersos en la lámina de la pínula por debajo de la epdermis como en Polypodium.